# LUZP2
LUZP2 (англ. Leucine zipper protein 2) – білок, який кодується однойменним геном, розташованим у людей на 11-й хромосомі. Довжина поліпептидного ланцюга білка становить 346 амінокислот, а молекулярна маса — 38 958.
| 10         |  | 20         |  | 30         |  | 40         |  | 50         |
| ---------- |  | ---------- |  | ---------- |  | ---------- |  | ---------- |
| MKFSPAHYLL |  | PLLPALVLST |  | RQDYEELEKQ |  | LKEVFKERST |  | ILRQLTKTSR |
| ELDGIKVNLQ |  | SLKNDEQSAK |  | TDVQKLLELG |  | QKQREEMKSL |  | QEALQNQLKE |
| TSEKAEKHQA |  | TINFLKTEVE |  | RKSKMIRDLQ |  | NENKSLKNKL |  | LSGNKLCGIH |
| AEESKKIQAQ |  | LKELRYGKKD |  | LLFKAQQLTD |  | LEQKLAVAKN |  | ELEKAALDRE |
| SQMKAMKETV |  | QLCLTSVFRD |  | QPPPPLSLIT |  | SNPTRMLLPP |  | RNIASKLPDA |
| AAKSKPQQSA |  | SGNNESSQVE |  | STKEGNPSTT |  | ACDSQDEGRP |  | CSMKHKESPP |
| SNATAETEPI |  | PQKLQMPPCS |  | ECEVKKAPEK |  | PLTSFEGMAA |  | REEKIL     |

A: Аланін

C: Цистеїн

D: Аспарагінова кислота

E: Глутамінова кислота

F: Фенілаланін

G: Гліцин

H: Гістидин

I: Ізолейцин

K: Лізин

L: Лейцин

M: Метіонін

N: Аспарагін

P: Пролін

Q: Глутамін

R: Аргінін

S: Серин

T: Треонін

V: Валін

Задіяний у такому біологічному процесі, як альтернативний сплайсинг. 
Секретований назовні.